# 抗日战争胜利浙江受降纪念馆
30°07′07″N 119°57′02″E / 30.118677°N 119.950603°E
抗日战争胜利浙江受降纪念馆，简称受降抗战纪念馆，位于杭州市富阳区银湖街道受降村，是在浙江省文物保护单位受降厅基础上建设、由富阳区文物保护中心（挂牌富阳区博物馆）管理的抗日战争胜利专题纪念馆。

## 历史

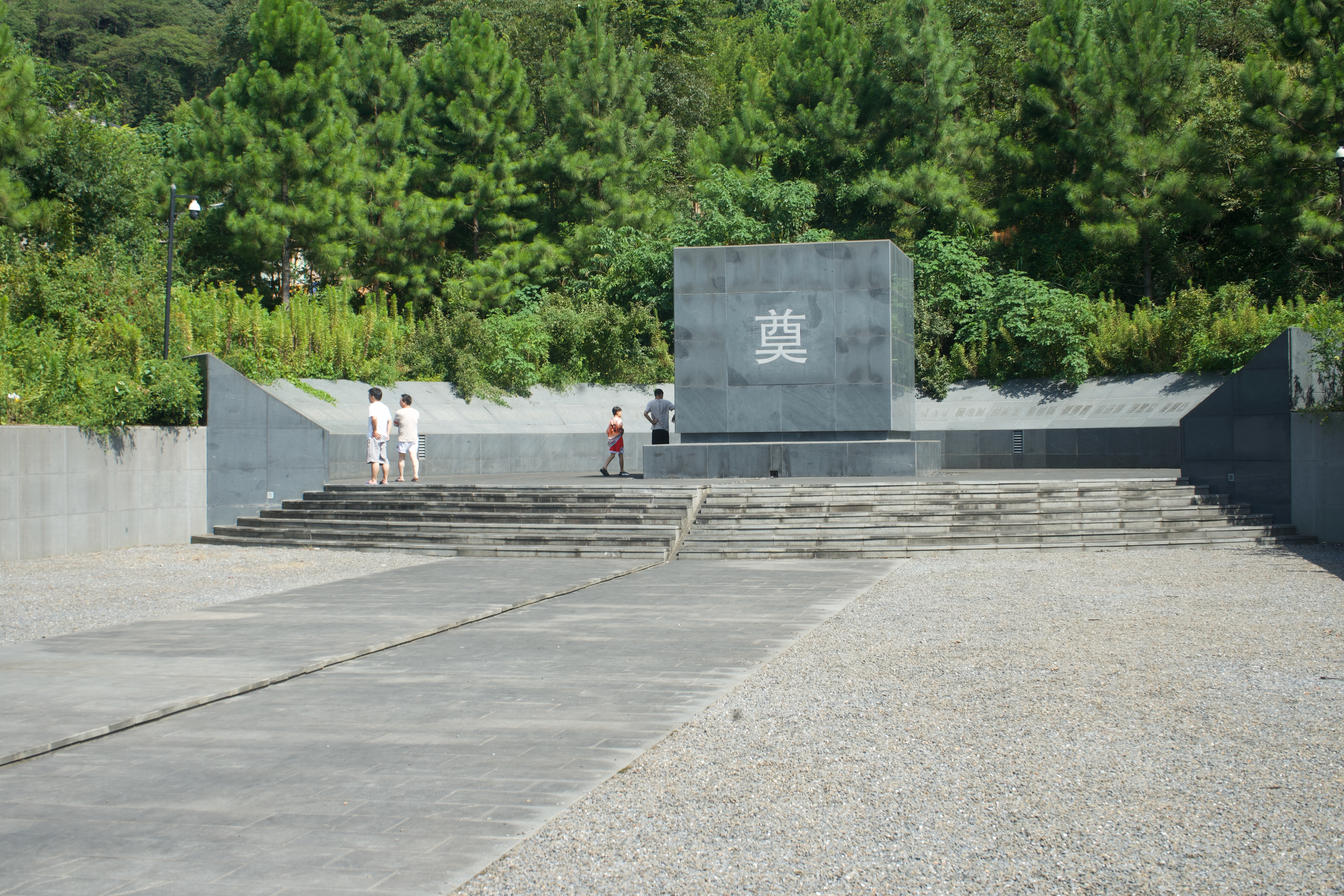
千人坑遗址

受降村原名宋殿村，位于富阳城北约10里，扼守余杭县城（今余杭街道）至富阳县城的公路要道，1937年12月24日日军在同日占领杭州和富阳后，进而占领了杭富公路上的宋殿村。日军将宋殿村作为控制邻近钱塘江以北的杭州、富阳、余杭的指挥中心，在宋殿驻扎了一个中队，征用逃难地主宋作梅的家为中队驻所，在宋殿村周围修筑环形防御工事。日军在宋殿村据点内设置了水牢、木笼、沸水锅、老虎凳等刑具和2处水牢，在1937年和1938年多次扫荡周边的午潮庙、东坞山等地并屠杀当地村民，仅宋殿村就有370余名村民罹难。被日军俘虏的中国军民被日军杀害后后，尸体则被统一集中在村口杭富公路（今国道320线富阳段）旁、距离中队驻所约1华里的瓦窑山山坳内中。据《富阳市抗战时期人口伤亡和财产损失》，日军在抛尸之后有抓来周边百姓为其掩埋尸体，尸体填满了山坳的6道沟，当地百姓也因此这里为千人坑。战后统计日军在抗战期间在此杀害不下于1300人，村里的耋老称1949年后曾在坑中挖掘出超过1800具遗骸。
1945年8月15日日本投降后，蒋中正电令第三战区长官顾祝同接收辖区内日本占领区，由于第三战区包括了上海、福建和浙江全部及苏南、皖南等地而兵力不足以接收这些区域，遂又令第三战区只负责浙江地区的受降，受降地点也选定为杭州，宋殿村则被指定为洽降点。8月20日第三战区制定《第三战区接受日军投降计划》，第三战区副司令长官韩德勤被任命为司令长官部前进指挥部主任，率领部队从江西铅山出发前往杭州，准备在杭州与日军洽降。与此同时，日军在8月下旬撤出了宋殿村并依照顾祝同命令在杭州、宁波集结，而顾祝同又在8月30日通过汪精卫政权浙江省政府主席丁默邨向杭州日军长官野地嘉平（汉名舒地嘉）中将传达命令，要求其携带有关日军在闽浙两省的兵力部署及指挥系统的文件，于9月4日18时到富阳与韩德勤接洽受降事宜。9月4日16时30分，中日双方在原先作为日军指挥所的宋殿村宋作梅家中举行洽降仪式。

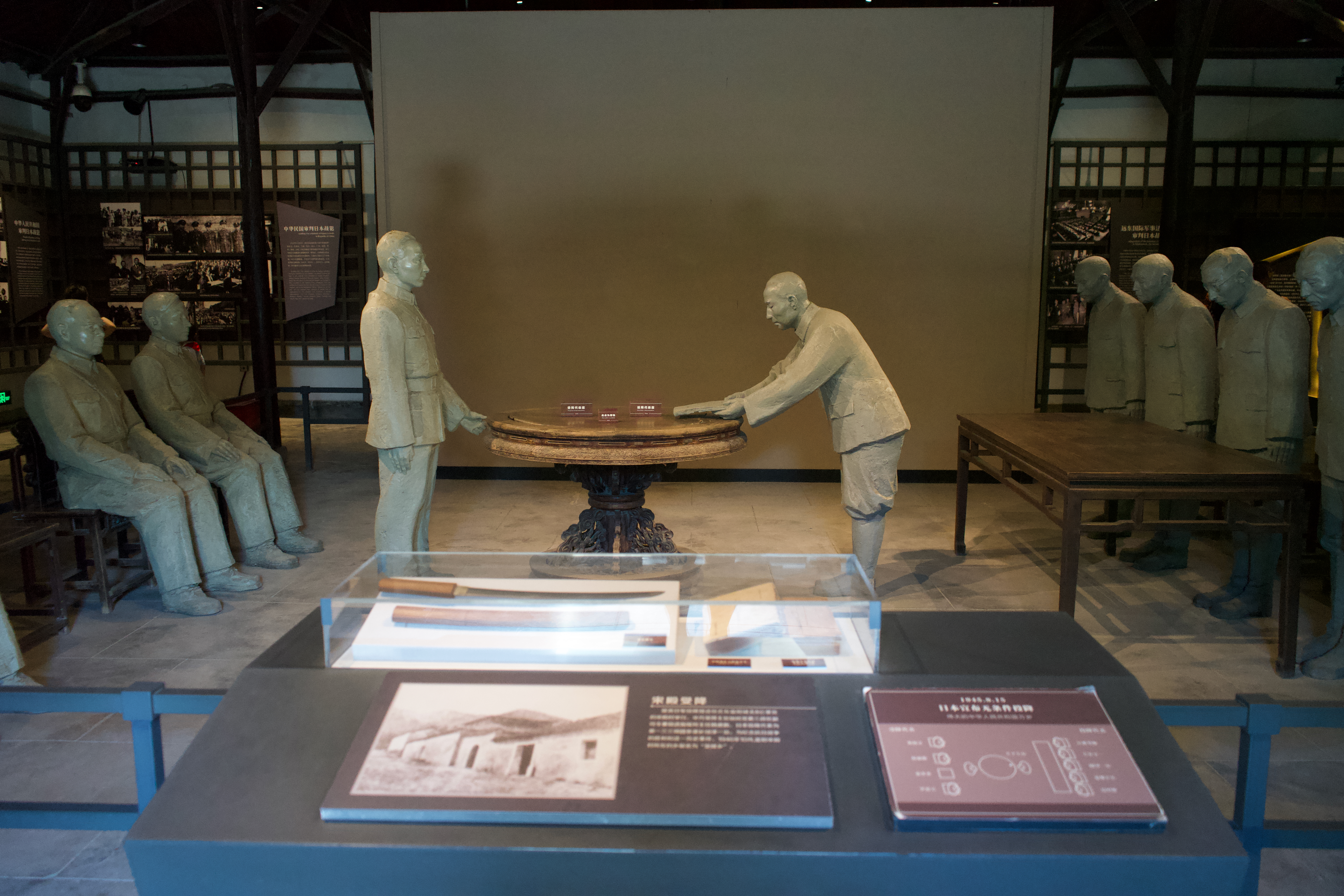
受降厅内洽降场景复原

由于日军在宋殿一带有着不少血债，周围村落的不少村民都赶来见证日军投降的仪式，甚至有人伺机复仇，但是都被国军挡在门外，唯有屋子主人宋作梅在自己家中亲眼见证了受降仪式的细节。受降会场的四周有一圈白布环绕，中间悬挂旗帜，一侧布置有圆桌，为中国代表的“受降席”，出席者有第三战区副司令长官韩德勤、副长官上官云相中将、国民党省党部主任委员罗霞天、浙江省主席行辕主任贺扬灵及长官部参谋长张世希，仪式由参谋长张世希主持；另一侧则为大菜桌，为日本代表的“投降席”，出席者为代表日本驻杭州第133师团长野地嘉平的师团代参谋长樋泽一治大佐及其随员达国雄、大谷义一、道佛正红、大下久良、江藤茂榆。日方代表抵达会场后，先向中国代表行立正、脱帽、鞠躬的军礼，然后中方代表欠身致意，日方代表才在中方代表的命令下入座，并向中方代表递交了所要求的文件。张世希代表副长官韩德勤向日军发出指示，要求日本军人、侨民分别在杭州的里西湖、旗下一带集合，而日本代表称无法联系到福建厦门的日本海军，因此厦门日军暂时无法立即投降，因此韩德勤副长官要求日方代表留宿一夜等待上司回复，直到第二日10时才将顾祝同长官给野地嘉平的备忘录转交日方代表，下午即抵达杭州的原中央银行杭州分行，将此地作为在杭州的前进指挥部。
第三战区接收杭州后由韩德勤在杭州主持工作，而第三战区长官顾祝同上将在南京作为中国方面排名第二的代表参加了9月9日的中国战区投降仪式，9月13日从南京抵达杭州，并在杭州的第三战区司令部向媒体宣布南京受降仪式后不会在杭州举行受降仪式，第三战区也便成为唯一没有举行过大规模受降仪式的战区。正因如此，富阳宋殿的洽降仪式时常被误解为正式的受降仪式，宋作梅在参加过洽降仪式后将自己日军洽降的屋子改名为“受降室”并作记纪念：“日本有史以来最大悲剧之最后一幕，在我家导演完毕，相反地却为我国历史上最有意义的一幕喜剧。因此，我名我的这间屋子曰：“受降室”。入此室者，不要忘记了抗战血和泪交织成的史实。”1946年富阳县宋殿村所在的长新乡与仙升乡合并更名为受降乡，宋殿村也在后来更名为受降村，这也是中国国内唯一以“受降”命名的地方。

## 纪念建筑

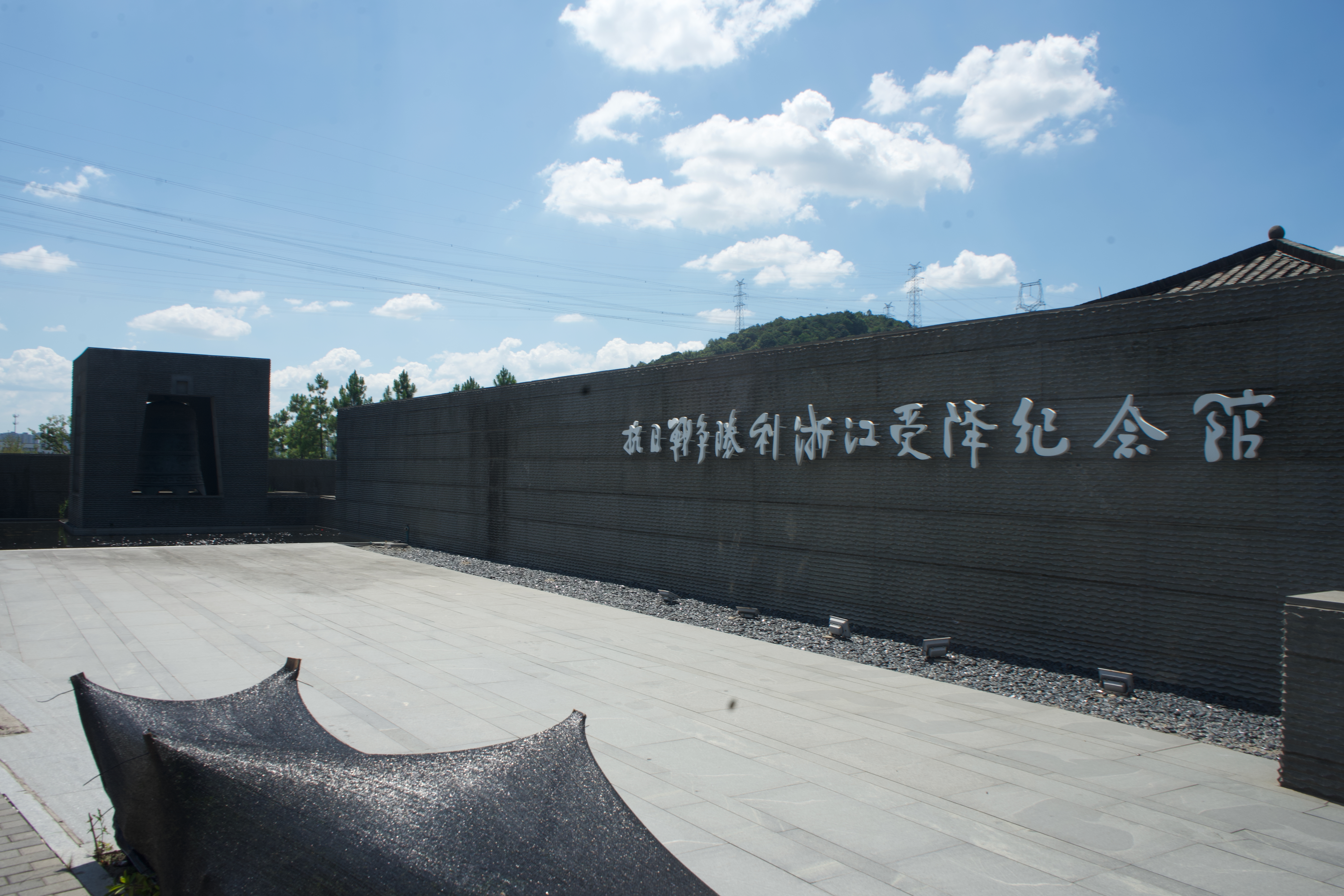
受降纪念馆正门

侵浙日军投降仪式旧址位于浙江省杭州市富阳区银湖街道宋殿村，占地4.3亩，建筑面积总计440多平方米，附近有杭州地铁受降站。1995年经修复作为浙江人民抗战纪念馆，旧址坐北朝南，泥石木结构，重檐亭式房屋。同时在宋殿村南当年日军残杀中国人的千人坑遗址处立碑。侵浙日军投降仪式旧址和千人坑遗址1995年9月正式对外公展。1996年侵浙日军投降仪式旧址和千人坑遗址相继被命名为富阳市爱国主义教育基地、杭州市爱国主义教育基地。1997年被浙江省人民政府公布为省级重点文物保护单位。1998年2月，被浙江省委省政府公布为浙江省爱国主义教育基地。2005年被中宣部命名为第三批“全国爱国主义教育示范基地”。2015年列入第二批国家级抗战纪念设施、遗址名录。2014年6月20日起富阳地方政府在受降厅的基础上将遗址改造为抗日战争胜利浙江受降纪念馆，纪念馆在2015年抗日战争结束70周年之际开放，参观完纪念馆之后即进入受降厅，受降厅中再现了当年日军洽降的场景，离开受降厅之后还有一处警钟庭，离开庭院后有一段200多米的通道直达千人坑遗址，千人坑遗址的碑文上刻有抗战期间富阳人民的伤亡记录以及被日军杀害的同胞姓名。